# Shenzhen Open (WTA)
Lo Shenzhen Open, conosciuto anche come Shenzhen Gemdale Open per motivi di sponsorizzazione, è stato un torneo femminile di tennis che si è giocato a Shenzhen in Cina dal 2013 al 2020. Ha fatto parte della categoria International ed si giocava sul cemento presso i campi del Shenzhen Longgang Sports Center, che disponeva di ben 32 campi sia esterni che al coperto ed uno stadio principale di 4000 spettatori. La 1ª edizione si è giocata nel 2013, durante la prima settimana del Tour, ed è rimasto collocato così per tutta la sua durata, servendo come torneo di preparazione per gli Australian Open. L'edizione del 2021 non viene disputata a causa della pandemia di COVID-19. L'edizione del 2022 non venne giocata sempre a causa della pandemia di COVID-19 e a causa della sospensione dei tornei in Cina, causate della accuse di molestie mosse dalla giocatrice Peng Shuai verso un vice premier del consiglio di Stato. Successivamente, il torneo è stato cancellato e dal 2023 non fa più parte del calendario.

## Albo d'oro

### Singolare
| Anno | Categoria                                                                     | Campionessa                                                                   | Finalista                                                                     | Punteggio                                                                     |
| ---- | ----------------------------------------------------------------------------- | ----------------------------------------------------------------------------- | ----------------------------------------------------------------------------- | ----------------------------------------------------------------------------- |
| 2013 | International                                                                 | Li Na (1)                                                                     | Klára Zakopalová                                                              | 6–3, 1–6, 7–5                                                                 |
| 2014 | International                                                                 | Li Na (2)                                                                     | Peng Shuai                                                                    | 6–4, 7–5                                                                      |
| 2015 | International                                                                 | Simona Halep (1)                                                              | Timea Bacsinszky                                                              | 6–2, 6–2                                                                      |
| 2016 | International                                                                 | Agnieszka Radwańska                                                           | Alison Riske                                                                  | 6–3, 6–2                                                                      |
| 2017 | International                                                                 | Kateřina Siniaková                                                            | Alison Riske                                                                  | 6–3, 6–4                                                                      |
| 2018 | International                                                                 | Simona Halep (2)                                                              | Kateřina Siniaková                                                            | 6–1, 2–6, 6–0                                                                 |
| 2019 | International                                                                 | Aryna Sabalenka                                                               | Alison Riske                                                                  | 4–6, 7–6(2), 6–3                                                              |
| 2020 | International                                                                 | Ekaterina Aleksandrova                                                        | Elena Rybakina                                                                | 6–2, 6–4                                                                      |
| 2021 | Annullato per pandemia di Coronavirus                                         | Annullato per pandemia di Coronavirus                                         | Annullato per pandemia di Coronavirus                                         | Annullato per pandemia di Coronavirus                                         |
| 2022 | Annullato per pandemia di Coronavirus e per la sospenzione dei tornei in Cina | Annullato per pandemia di Coronavirus e per la sospenzione dei tornei in Cina | Annullato per pandemia di Coronavirus e per la sospenzione dei tornei in Cina | Annullato per pandemia di Coronavirus e per la sospenzione dei tornei in Cina |
| 2023 | Cancellato                                                                    | Cancellato                                                                    | Cancellato                                                                    | Cancellato                                                                    |

### Doppio
| Anno | Categoria                                                                     | Campionesse                                                                   | Finaliste                                                                     | Punteggio                                                                     |
| ---- | ----------------------------------------------------------------------------- | ----------------------------------------------------------------------------- | ----------------------------------------------------------------------------- | ----------------------------------------------------------------------------- |
| 2013 | International                                                                 | Chan Hao-ching Chan Yung-jan                                                  | Iryna Burjačok Valerija Solov'ëva                                             | 6–0, 7–5                                                                      |
| 2014 | International                                                                 | Monica Niculescu (1) Klára Zakopalová                                         | Ljudmyla Kičenok Nadiia Kičenok                                               | 6–3, 6–4                                                                      |
| 2015 | International                                                                 | Ljudmyla Kičenok Nadiia Kičenok                                               | Liang Chen Wang Yafan                                                         | 6–4, 7–6(6)                                                                   |
| 2016 | International                                                                 | Vania King Monica Niculescu (2)                                               | Xu Yifan Zheng Saisai                                                         | 6–4, 7–6(6)                                                                   |
| 2017 | International                                                                 | Andrea Hlaváčková Peng Shuai (1)                                              | Raluca Olaru Ol'ga Savčuk                                                     | 6–1, 7–5                                                                      |
| 2018 | International                                                                 | Irina-Camelia Begu Simona Halep                                               | Barbora Krejčíková Kateřina Siniaková                                         | 6–1, 1–6, [10–8]                                                              |
| 2019 | International                                                                 | Peng Shuai (2) Yang Zhaoxuan                                                  | Duan Yingying Renata Voráčová                                                 | 6–4, 6–3                                                                      |
| 2020 | International                                                                 | Barbora Krejčíková Kateřina Siniaková                                         | Duan Yingying Zheng Saisai                                                    | 6–2, 3–6, [10–4]                                                              |
| 2021 | Annullato per pandemia di Coronavirus                                         | Annullato per pandemia di Coronavirus                                         | Annullato per pandemia di Coronavirus                                         | Annullato per pandemia di Coronavirus                                         |
| 2022 | Annullato per pandemia di Coronavirus e per la sospenzione dei tornei in Cina | Annullato per pandemia di Coronavirus e per la sospenzione dei tornei in Cina | Annullato per pandemia di Coronavirus e per la sospenzione dei tornei in Cina | Annullato per pandemia di Coronavirus e per la sospenzione dei tornei in Cina |
| 2023 | Cancellato                                                                    | Cancellato                                                                    | Cancellato                                                                    | Cancellato                                                                    |